# 볼프 359
볼프 359(Wolf 359)는 황도 근처 사자자리 방향에 위치해 있는 적색왜성이다. 지구로부터 약 7.9 광년 떨어져 있어서 겉보기등급은 13.51로, 대형 망원경으로 관측해야 겨우 보인다. 볼프 359는 태양계에서 매우 가까운 이웃별로 이 별보다 가까운 천체는 센타우루스자리 알파 계(프록시마 센타우리 포함), 바너드별, 루만 16과 WISE 0855−0714밖에 없다. 가까운 거리 덕에 이 항성은 여러 과학소설 작품에 등장한다.
볼프 359는 알려진 항성들 중 아주 어둡고 질량이 작은 축에 든다. 빛을 발산하는 층인 광구에서 이 별의 유효온도는 대략 2800 켈빈으로 매우 낮아서 화학적 화합물들이 생겨나서 유지가 가능할 정도이다. 스펙트럼에서 물이나 산화 타이타늄(II) 같은 화합물들의 흡수선이 관측된 바 있다. 볼프 359의 표면에는 태양의 평균적 힘보다 강력한 자기장이 형성되어 있다. 대류에 의해 발생하는 자기 활동 때문에 볼프 359는 수 분 동안 광도가 갑작스럽게 증가하는 섬광성의 특성을 보여준다. 이 섬광(플레어)들은 엑스선과 감마선의 강력한 폭발을 일으키며 이 현상들은 우주 망원경들을 통해 관측되었다. 볼프 359의 나이는 상대적으로 젊어 10억 년이 채 되지 않는다. 행성급 동반천체 두 개가 존재하는 것으로 추정되나 먼지 원반의 존재는 확인되지 않았다.

## 관측역사와 명칭
볼프 359는 고유운동으로 알려진, 천구면을 가로질러가는 운동의 크기가 상대적으로 커서 천문학자들의 관심을 끌게 되었다. 높은 수준의 고유운동은 이 별이 태양계 근처에 있음을 뜻하며, 볼프 359보다 멀리 있는 항성들이 이 별과 같은 고유 운동량을 보이려면 보다 높은 속도로 우주 공간을 이동해야 한다. 볼프 359의 고유운동은 1917년 독일 천문학자 막스 볼프가 최초로 측정했다. 1919년 볼프는 높은 고유운동량을 갖는 항성 1천 개 이상을 실은 성표를 출판했는데 볼프 359도 여기에 포함되었다. 그는 이 항성에 등록번호 359를 부여하여 '볼프 359'로 명명하였다.
1928년 윌슨산 천문대에서 이 별의 연주 시차를 최초로 측정하여 0.407 ± 0.009 초각 값을 얻었다. 이 위치상 변화와 지구 궤도의 크기를 이용하여 항성까지의 거리를 구할 수 있다. 볼프 359는 1944년 VB 10이 발견되기 전까지 질량이 가장 작고 제일 어두운 항성의 지위를 차지했다. 1957년 항성의 적외선 등급을 측정했다. 1969년 광도상에서 짧은 섬광 현상이 관측되어 이 별은 변광성 중 섬광성 분류에 포함되었다.

## 특성
볼프 359의 분광형은 M6.5이나, M5.5, M6, M8 등 분광형을 다르게 정의한 논문들도 있다. M형 항성은 적색왜성인데 '적색'을 쓰는 이유는 항성의 에너지 방출이 스펙트럼상 적색 및 적외선 영역에서 절정을 보이기 때문이다. 볼프 359의 광도는 매우 낮아 태양 에너지의 고작 0.1%만을 방출하고 있다. 만약 볼프 359를 태양의 위치에 갖다 놓는다면 지구에서 봤을 때 보름달보다 10배 정도 밝게 보일 것이다.
질량은 태양의 9%로 항성이 양성자-양성자 연쇄 반응을 통해 수소 융합을 할 수 있는 하한선인 태양 질량 8%보다 살짝 높은 정도이다. (이 한계선보다 질량이 작은 준항성 천체들을 갈색왜성으로 부른다.) 반지름은 태양의 16% 또는 약 11만 킬로미터이다. 참고로 목성의 반지름은 71492 킬로미터로 볼프 359의 반지름은 목성보다 65% 크다.
항성 내부 전체는 대류층으로 이루어져 있어 중심핵에서 생산된 에너지는 복사 대신에 플라스마가 대류하는 움직임을 통해 표면으로 전달된다. 이 순환은 중심핵에서 항성 핵합성으로 생성 누적된 헬륨을 항성 내부 전체로 흩어 놓는다. 이 작용으로 볼프 359는 중심핵에 헬륨을 꾸준히 누적시키는 태양 같은 항성보다 수소를 융합하는 주계열 상태에 지수적 비율로 보다 오래 머무를 수 있다. 별의 질량이 작아 수소가 소비되는 속도도 느린 게 더해져서, 항성 내부의 대류 활동은 볼프 359가 주계열 단계에 약 8조 년 머무를 수 있게 해 준다.
허블 우주망원경으로 이 별을 관측한 결과 동반성은 발견되지 않았으나 연구 결과 행성 후보 두 개가 발견되었다. 적외선 초과 현상은 감지되지 않았기에 항성을 도는 먼지 원반은 없는 것 같다. 켁 II 천문대의 NIRSPEC을 이용하여 볼프 359의 시선속도를 측정했으나 동반 천체의 존재를 알려주는 어떤 편찻값도 검출되지 않았다. 상기 장비의 정밀도는 해왕성급 질량의 천체가 일으키는 중력적 섭동을 감지할 수 있는 정도이다.

### 외곽 대기
어떤 별이 빛을 방출하는 바깥쪽 층을 광구라고 부른다. 볼프 359의 광구 유효온도는 2500 ~ 2900 켈빈으로 충분히 차가워서 평형 화학이 발생할 수 있다. 고로 화학적 화합물들은 소멸하지 않고 오래 유지되어 우리가 분광선으로 감지할 수 있다. 볼프 359의 스펙트럼에는 일산화 탄소 (CO), 수소화 철 (FeH), 수소화 크로뮴 (CrH), 물 (H2O), 수소화 마그네슘 (MgH), 산화 바나듐(II) (VO), 산화 타이타늄(II) (TiO), 분자 수산화 칼슘 (CaOH, 존재가 확정된 것은 아님) 등 수많은 분자선이 나타난다. 스펙트럼에 리튬의 선이 없기 때문에 이 원소는 이미 중심핵에서 융합 작용에 소진된 것으로 보이며 이로부터 별의 나이가 최소 1억 년은 되었음을 알 수 있다.
광구 너머로 흐릿하나 온도 높은 코로나 영역이 펼쳐져 있다. 2001년 볼프 359는 지상에 설치된 망원경을 통해 태양 외의 별들 중 코로나의 존재를 증명하는 스펙트럼이 발견된 최초의 항성이 되었다. 이 스펙트럼에는 전자 12개가 떨어져나가 이온화가 상당히 이루어진 철 XIII의 방출선들이 나타났다. 이 분광선의 강도는 수 시간 간격으로 변동을 일으키는데 이는 미소섬광가열(microflare heating)의 증거일 수 있다.
볼프 359는 고래자리 UV형 섬광성으로 분류되며 이 분류의 항성은 광구상의 자기활동 때문에 광도가 짧고 강하게 증가한다. 볼프 359의 변광성 명칭은 사자자리 CN (CN Leonis)이다. 볼프 359는 섬광 현상이 상대적으로 자주 일어난다. 허블 우주망원경은 2시간 이내 길이로 지속되는 섬광 사건 32개를 관측했으며 각 섬광은 1027 에르그(1020 줄) 이상의 에너지를 방출했다. 볼프 359의 표면에 있는 자기장의 평균적인 힘은 대략 2.2 kG (0.22 T)이나 실제 편차는 매우 크며, 그 진폭은 짧게는 여섯 시간밖에 안 되기도 한다. 참고로 태양 자기장의 힘은 활동적인 흑점 영역에서 3 kG (0.3 T)이기는 하나, 평균적으로 약 31 G (100 µT)이다. 섬광 활동이 일어나는 동안 볼프 359는 엑스선과 감마선을 분출한다.

### 움직임

2만 년 전부터 8만 년 후까지 총 10만 년에 걸쳐 태양계 근처 항성들과 태양 사이 거리가 어떻게 변화하는지를 보여주는 그래프. 볼프 359는 그래프에 없으나 현재 태양으로부터 7.9 광년 떨어져 있으며 13850년 전 7.3 광년까지 접근했다가 멀어지고 있다.

항성의 자전은 스펙트럼에 도플러 편이가 나타나는 원인이 된다. 대체로 항성이 회전하면 스펙트럼상 흡수선들의 폭이 넓어지며, 회전 속도가 빨라질수록 흡수선의 두께도 보다 두꺼워진다. 그러나 이 방법으로는 관측자 방향에 대한 회전 운동만을 측정할 수 있기에 산출된 데이터는 항성 자전 속도의 하한선만을 보여준다. 이렇게 구한 볼프 359의 적도상 자전 속도는 초당 3 킬로미터 미만으로 분광선 폭넓히기 방법을 통해 검출할 수 있는 경계선 아래 수준이다. 이렇게 회전 속도가 낮은 이유는 항성풍으로 각운동량을 잃었기 때문인 것 같다. 일반적으로 분광형 M6 별들의 자전이 멈추는 데 걸리는 시간은 대략 100억 년인데, 이 정도 시간이 걸리는 이유는 완전히 대류층으로 차 있는 적색왜성은 다른 별들에 비해 각운동량을 천천히 잃기 때문이다. 그러나 진화모형들은 볼프 359를 나이가 10억 년이 채 되지 않는, 상대적으로 젊은 별로 가정하고 있다.
배경에 대한 볼프 359의 고유운동은 연간 4.696 초각이며 태양으로부터 초당 19 킬로미터 속도로 멀어지고 있다. 은하좌표계로 변환하면 볼프 359의 운동은 우주속도 (U, V, W) = (−26, −44, −18) km/s이다. 볼프 359는 그 우주속도로 볼 때 '늙은 원반 항성' 종족에 속하는 것으로 보인다. 볼프 359는 은하중심으로부터 최소 20.5 kly (6.3 kpc), 최대 28 kly (8.6 kpc) 거리를 두고 공전하고 있다. 이로부터 볼프 359의 은하 공전궤도는 이심률이 0.156이고, 은하면으로부터 최대 444 광년 (136 파섹)까지 이격됨을 알 수 있다. 볼프 359와 가장 가까운 이웃별은 적색왜성 로스 128로 3.79 광년 (1.16 파섹) 떨어져 있다. 볼프 359는 지금으로부터 약 13850년 전 태양계에 7.35 광년(2.25 파섹)까지 접근했다가 이후 멀어지고 있다.

## 행성계
2019년 6월 볼프 359를 도는 행성 후보 두 개가 발견되었다. 연구진은 하와이 소재 HIRES와 칠레 소재 HARPS를 이용, 시선속도법을 적용하여 해당 천체들을 발견했다.
| 동반 천체 (항성에서 가까운 순서) | 질량              | 긴반지름 (AU)            | 공전주기 (일)      | 이심률          | 반지름 |
| -------------------------------- | ----------------- | ------------------------ | ------------------ | --------------- | ------ |
| c                                | 3.8+2.0 −1.6M⊕    | 2.68687+0.00039 −0.00031 | 0.018±0.002        | 0.15+0.20 −0.15 | —      |
| b                                | 43.9+29.5 −23.9M⊕ | 2,938±436                | 1.845+0.289 −0.258 | 0.04+0.27 −0.04 | —      |

## 같이 보기
- 갈색왜성 목록
- 가까운 항성 목록